# ملعب باركن
ملعب باركن هو ملعب كرة قدم يقع في كوبنهاغن عاصمة الدنمارك . يسع الملعب لجلوس 38,065 متفرج . يعتبر الملعب الرسمي الذي يخوض فيه منتخب الدنمارك مبارياته الدولية . تم افتتاح الملعب في 9 سبتمبر 1992 .